# نوبة الحجاز المشرقي
نوبة الحجاز المشرقي هي واحدة من النوبات الأندلسية الأحد عشر التي لا زالت محفوظة وتؤدى من طرف الفرق الموسيقية الأندلسية في المغرب الكبير. تقليديا، تعزف نوبة الحجاز المشرقي في الزوال، وتتميز بكونها تنفرد بسبع تواشي (افتتاحيات)، تؤدى منفردة في مستهل الحفلات. سلًم الحجاز المشرقي على الماية "ري"، وبه فا دييز صعودا ومي بيمول نزولا، مما يجعله سلما ذا نغمات ملونة ومفرحة.

## تاريخ وطبوع نوبة الحجاز المشرقي
ذكر محمد الحايك في كناشه أن: «الحجاز المشرقي هو فرع من المزموم و هو مركب من حمدان و الحسين وبينه و بين نوبة المحررة جامع كانقلاب الرمل و ها الطبع خرج من جزيرة الأندلس و لم يعرف الذي استخرجه»، كما قيل إن الذي استخرجه هو عبد القادر القرطبي و سماه بالجركة، قبل أن يسمًى فيما بعد بالمشرقي لجريانه على ألسنة أهل المشرق.

## ميازين نوبة الحجاز المشرقي
تشتمل نوبة الحجاز المشرقي على خمسة ميازين، وهي:
- ميزان بسيط الحجاز المشرقي
- ميزان قائم ونصف الحجاز المشرقي
- ميزان ابطايحي الحجاز المشرقي
- ميزان درج الحجاز المشرقي
- ميزان قدام الحجاز المشرقي

## كتب حولها
تطرقت عدة كتب إلى النوبات الأندلسية عامة ولنوبة الحجاز المشرقي خاصة. من الكتب التي اهتمت بنوبة الحجاز المشرقي نجد:
- كناش الحائك - محمد بن الحسين الحائك
- من وحي الرباب - عبد الكريم الرايس
- نوبة الحجاز الكبير (تدوين وفق رواية وأداء مولاي أحمد الوكيلي) - يونس الشامي [5]

## وصلات خارجية
- الأشعار الكاملة لنوبة الحجاز المشرقي